# I-ťün Liao

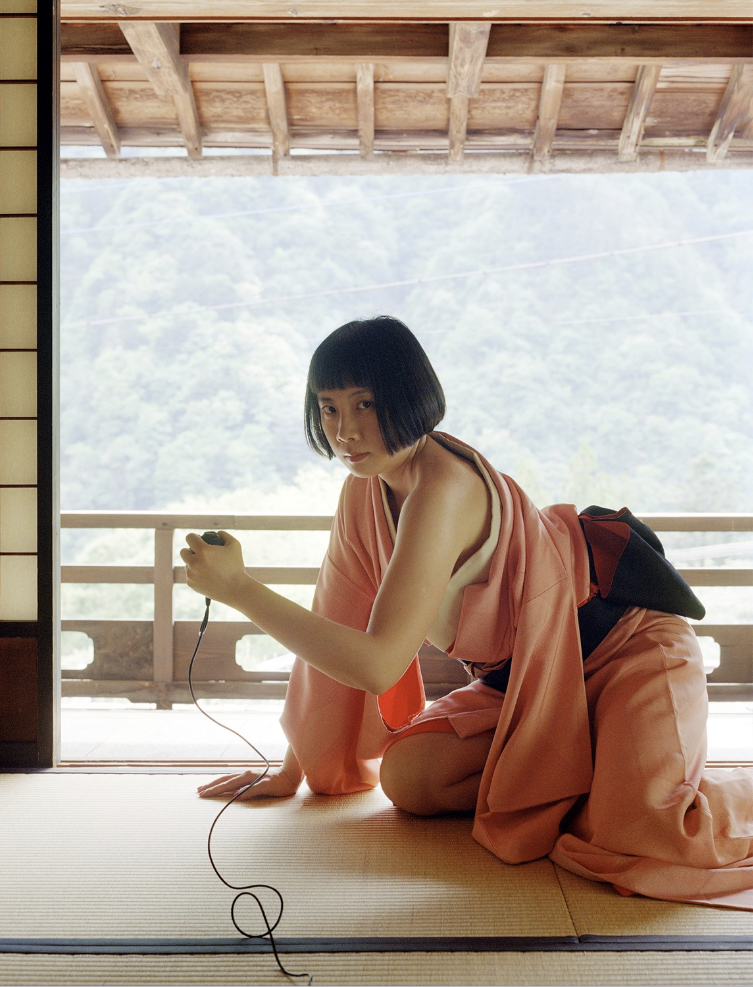
The Woman Who Clicks The Shutter, autoportrét, 2018

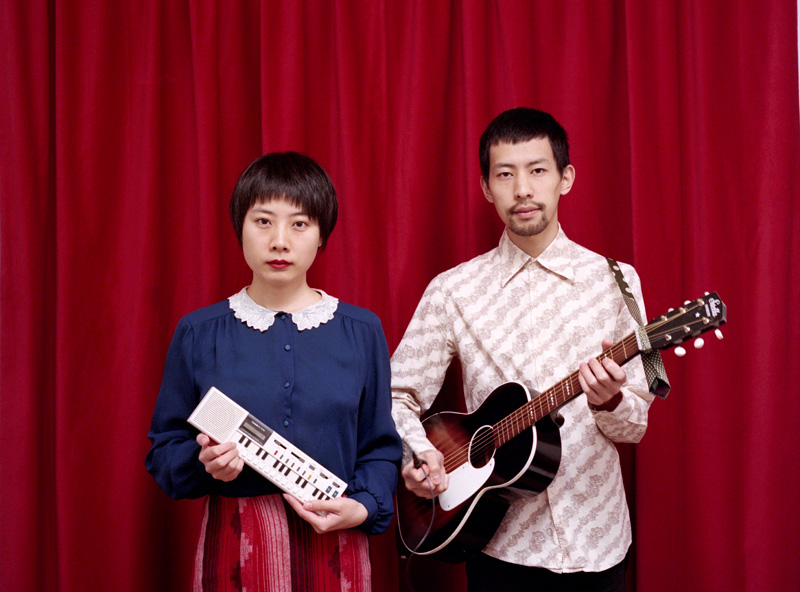
Hudební skupina PIMO band

I-ťün Liao (Yijun Liao * ? Šanghaj), také známá jako Pixy Liao, je čínská umělkyně a fotografka žijící v New Yorku. Zaměřuje se především na autoportréty, na kterých se podílí jako model její přítel.

## Životopis
I-ťün Liao se narodila v Šanghaji a v současné době (2020) žije v americkém Brooklynu. Získala titul MFA z oboru fotografie na University of Memphis.
Autorka je nejznámější svou sérii Experimental Relationship. Seriál ji zobrazuje společně se svým mladším japonským přítelem Morem. Komplikovaná fotografie zobrazuje výzvy genderových norem, pokud jde o média a sexuální vyjádření. Její přítel je často zobrazován polonahý, ale autorka své snímky cenzuruje. Komponuje držení těla způsobem, které používají hlavně modelky a herečky. Autorčina fotografie se pokouší změnit způsob, jakým společnost vidí nahotu a média optikou zcela nové perspektivy. Autoportréty technicky provádí tak, že snímek exponuje pomocí kabelové spouště. Dálkový ovladač s kabelem před diváky nijak neskrývá a je na celé řadě snímků viditelný. Má ho v ruce buď ona, nebo její přítel.
Liao je držitelkou ocenění z řady festivalů a od několika institucí, jako jsou například: New York Foundation for the Fellowship, Santo Foundation Individual Artist Awards, Jimei x Arles International Photo Festival Madame Figaro Women Photographers Award, En Foco's New Works Fellowship a LensCulture Exposure Awards. Byla jako rezidentní umělkyně na University of Arts London, School of Visual Arts RISO Lab, Pioneer Works, Light Work, LMCC, Center for Photography ve Woodstocku nebo Camera Club of New York.
V cyklu For your eyes only převládají snímky detailů lidského těla a rozšiřuje předchozí dílo Experimental Relationship. Na sérii pracuje od roku 2012 a pracuje na ní i v současnosti. Sama autorka k cyklu na svých stránkách uvádí, že se jedná o „vizuální milostný dopis intimnímu milenci“.
Další série fotografií s názvem Memphis, Tennessee vznikal v letech 2006–2008 a obsahuje fotografie pořízené v městském prostředí Memphisu. Autorka experimentuje s barvou a vybírá si témata, kde vynikají syté a teplé barvy. Cyklus funguje jako deníkové zápisky Číňanky, která přijela do nového prostředí. Na své stránce o cyklu píše: „myslím, že jsem měla velké štěstí, že jsem si vybral Memphis ... má jedinečnou krásu...“.

## Výstavy
Autorka měla celou řadu samostatných výstav, z těch nejvýznamnějších například: Experimental Relationship (Adam Shaw Studio), Memphis, Tennessee, (Chinese American Art Council, New York City); The Second Story of Two Stories (Kips Gallery, Soul, Korea); Let's Make Love (Camera Club of New York); Experimental Relationship (Circuitous Succession Gallery, Memphis); Some Words are just between Us (First Draft Gallery, Sydney, Austrálie); Venus As A Boy (LEO XU Projects, Šanghai, Čína); Lady and Gentleman (Galleri Vasli Souza, Malmö, Švédsko); Pixy Liao, (Jimei x Arles International Photo Festival, Xiamen, Čína); Une Relation Expérimentale the Rencontres d'Arles (Arles, Francie); Experimental Relationship (Fotografia Europea, Reggio Emilia, Itálie); Open Kimono Chambers Fine Art (New York City); Carry the Weight of You (Galleri Vasli Souza, Oslo, Norsko); Two Heads (Stieglitz 19, Antverpy, Belgie); Experimental Relationship (for your eyes only, or maybe mine, too), kurátor: Henry Lu Centre A (Vancouver, Kanada).

### Samostatné výstavy chronologicky
- 2008 Experimental Relationship, Adam Shaw Studio, Memphis, Tennessee
- 2011 Memphis, Tennessee, Chinese American Art Council, New York City
- 2013 The Second Story of Two Stories, Kips Gallery, Soul, Korea
- 2013 Let's Make Love, the Camera Club of New York , New York City
- 2015 Experimental Relationship, Circuitous Succession Gallery, Memphis, Tennessee[7]
- 2016 Some Words are just between Us, kurátorka: Sophia Cai, First Draft Gallery, Sydney, Austrálie[8][9][10]
- 2016 Venus As A Boy, LEO XU Projects , Šanghai, Čína[11][12][13]
- 2017 Lady and Gentleman, Galleri Vasli Souza, Malmö, Švédsko[14]
- 2018 Pixy Liao, kurátor: Roussell, Jimei x Arles International Photo Festival, Xiamen, Čína[15]
- 2019 Une Relation Expérimentale, Rencontres d'Arles , Arles, Francie[16]
- 2019 Experimental Relationship, Fotografia Europea, Reggio Emilia, Itálie[17]
- 2019 Open Kimono, Chambers Fine Art , New York City[18]
- 2019 Carry the Weight of You, Galleri Vasli Souza, Oslo, Norsko
- 2020 Two Heads , Stieglitz 19, Antverpy, Belgie
- 2020 Experimental Relationship (for your eyes only, or maybe mine, too) , kurátor: Henry Lu Centre A , Vancouver, Kanada[19]

### Skupinové výstavy
- 2015 Evidence, Format International Photography Festival , Derby, Spojené království[20]
- 2015 No Holds Barred—Young Contemporary Art from China, kurátoři: Boyi Feng a Lars Jonnson, OPEN ART Biennial, Örebro, Švédsko[21]
- 2016 The Real Thing, Flowers Gallery, New York City[22][23][24]
- 2016 WECHAT – A Dialogue in Contemporary Chinese Art, kurátorka: Barbara Pollack, Asia Society Texas Center, Houston, TX[25][26]
- 2016 Bagsim, chi K11 Art Museum, Šanghai, Čína[27]
- 2016 When We Become Us, Capsule, Šanghai[28]
- 2017 NSFW: Female Gaze, Museum of Sex, New York[29]
- 2019 Holly Mosses, kurátor: Nick Yu, Blindspot Gallery, Hong Kong[30]
- 2020 The Body Electric, kurátor: Dr. Shaune Lakin, National Gallery of Australia, Sydney
- 2020 HOME SWEET HOME, kurátorka: Julia Reichelt, Kunstforum der TU Darmstadt [31]

## Publikace
- Experimental Relationship Vol. 1 2007–2017. Jiazazhi, 2018.ISBN 978-988-14575-7-8. Vydání 500 kopií.[32][33]